# Trichogramma platneri
Trichogramma platneri is een vliesvleugelig insect uit de familie Trichogrammatidae. De wetenschappelijke naam is voor het eerst geldig gepubliceerd in 1975 door Nagarkatti.